# Петер, Габор
Га́бор Пе́тер (венг. Péter Gábor; 14 мая 1906, Уйфехерто — 23 января 1993, Будапешт, он же Беньямин Айзенбергер) — венгерский коммунист еврейского происхождения, видный политический деятель времён диктатуры Матьяша Ракоши. В 1945—1952 годах возглавлял Управление государственной безопасности, руководил массовыми политическими репрессиями. Арестован по обвинению в «сионистском заговоре». Приговорён к пожизненному заключению, шесть лет находился в тюрьме. После освобождения по амнистии работал библиотекарем.

## В коммунистическом подполье
Родился в семье портного. При рождении получил имя Беньямин Айзенбергер (Аушпитц). Работал портным, специализировался на пошиве женской одежды. С 16-летнего возраста примыкал к рабочему движению.
В 1931 году Биньямин Айзенбергер вступил в Коммунистическую партию Венгрии. В 1932 нелегально выезжал в СССР на съезд представителей МОПР. По некоторым предположениям, был тогда завербован ОГПУ. Активно участвовал в деятельности коммунистического подполья. Занимал видное положение в компартии, занимался, в частности, обеспечением партийной безопасности. В 1944 году принял партийный псевдоним Габор Петер, ставший личным именем.

## В коммунистической госбезопасности
В январе 1945 года Габор Петер был назначен начальником Главного политического управления полиции Будапешта (PRO), учреждённого несколькими днями ранее временным правительством в Дебрецене. На его основе было создано Управление по защите государства (ÁVO) Венгерской государственной полиции. В 1948 году ÁVO было преобразовано в Управление государственной безопасности (ÁVH). 10 сентября 1948 директором ÁVH был назначен Габор Петер. В этом качестве Петер принадлежал к ближайшему кругу Матьяша Ракоши и Эрнё Герё.
Под руководством Габора Петера ÁVH развернуло кампанию массовых политических репрессий по образцу сталинизма. Несколько тысяч человек были казнены по политическим обвинениям, сотни тысяч подвергнуты тюремному заключению, отправлены в лагеря, насильственно депортированы. Всего политическая полиция подвергла преследованию около миллиона венгров. С санкции Петера в ходе следственных действий ÁVH применялись жестокие пытки.
В 1991 году венгерский поэт Дьёрдь Фалуди, репрессированный в 1949 году, написал стихотворение Péter Gábor, az ÁVH parancsnoka (с венг. — «Габор Петер, командир ÁVH»). Произведение описывает допрос Фалуди в ÁVH, который Петер вёл лично. В этом поэтическом описании Габор Петер предстаёт жестоким циником, сознательно приговаривающим невиновных.
Укрепляя свои позиции в карательном аппарате и партийном руководстве ВПТ, Петер активно интриговал против министра внутренних дел Ласло Райка. Наряду с Ракоши и Михаем Фаркашем, он сыграл ключевую роль в отстранении Райка, его аресте и казни.

## Отставка, арест, приговор
В 1952 году Габор Петер был снят со своего поста и обвинён в связях с международным сионизмом — в духе политических процессов, характерных для СССР и его восточноевропейских сателлитов того периода. По иронии судьбы, не только Петер, но и обвинявшие его руководители ВПТ, в том числе Ракоши и Герё, сами были евреями.
В 1954 году военный трибунал приговорил Габора Петера к пожизненному заключению. Его преемником на посту директора ÁVH стал Ласло Пирош.
10 июля 1956 года Габор Петер направил из тюрьмы конфиденциальное письмо в ЦК ВПТ, где обрисовал ряд эпизодов репрессивной деятельности ÁVH. Из этого текста следовало, что во всех случаях он выполнял приказы партийного руководства и лично Матьяша Ракоши.

## В тюрьме и после
В октябре-ноябре 1956 года антикоммунистическое Венгерское восстание свергло режим Ракоши—Герё. После подавления восстания к власти пришла новая компартия — ВСРП во главе с ранее репрессированным Яношем Кадаром. Обвинения, выдвинутые против Петера при режиме Ракоши, дезактуализировалались. Однако Петер оставался в заключении до 1959 — уже не как «сионистский агент», а как организатор ракошистских репрессий.
После освобождения Габор Петер некоторое время вновь работал портным, затем — библиотекарем. Никакого участия в политике не принимал, от публичности воздерживался.
Скончался в 1993 году, после демонтажа коммунистического режима в возрасте 86 лет. Похоронен на будапештском кладбище Фаркашрети. В 2000 в той же могиле была похоронена его жена Йоланда Симон.